# Libythea philippina
Libythea philippina är en fjärilsart som beskrevs av Otto Staudinger 1889. Libythea philippina ingår i släktet Libythea och familjen praktfjärilar. Inga underarter finns listade i Catalogue of Life.